# Glaurocara lucidula
Glaurocara lucidula là một loài ruồi trong họ Tachinidae.